# Monster High
Monster High là búp bê thời trang nhượng quyền thương mại của công ty Mattel và phát hành năm 2010. Các nhân vật lấy cảm hứng từ phim quái vật, phim khoa học viễn tưởng kinh dị,... vì vậy các búp bê này khác với các búp bê thời trang khác trên thị trường. Monster High được tạo bởi Garrett Sander với sự mô phỏng của Kellee Riley và Glen Hanson.

## Nhân vật
Nhân vật chính: Draculaura, Frankie Stein, Lagoona Blue, Ghoulia Yelp, Abbey Bominable, Spectra Vondergeist, Cleo de Nile, Clawdeen Wolf, Deuce Gorgon.
Nhân vật đã trải qua khóa học: Nefera de Nile, Moanica
Nhân vật trong Frights, Camera, Action: Clawdia Wolf, Honey Swamp, Vinperine Gorgon, Elissabat